# Бън Би
Бърнард Фриман (на английски: Bernard Freeman), по-известен със сценичното си име Бън Би (Bun B) е американски рап изпълнител и член на американското рап дуо Ю Джи Кей (UGK – абревиатура на Underground Kingz).
Той е и гостуващ лектор в Rice University, Хюстън, Тексас. Третият солов албум на изпълнителя Trill OG, издаден на 3 август 2010 г., получава оценка 5/5 от списание „The Source“ – чест, която не е оказвана на албум в продължение на пет години.

## Живот и музикална кариера

### Като част отЮ Джи Кей
В края на 80-те години на 20 век Пимп Си създава рап дуото Ю Джи Кей със свой приятел Мичел Куин. Първия им демо запис е озаглавен „Underground King“. В същото време Бън Би е част от друга група – P.A. Militia. Двете групи се сливат и формират нова банда с името 4 Black Ministers. По-късно Куин и Джаксън напускат групата и така Бън Би и Пимп Си решават да се върнат към старото име на дуото – Ю Джи Кей. Демото, което Пимп Си записва с Мичел Куин попада на вниманието на Bigtyme Records – независим лейбъл в Хюстън, Тексас. Така се стига до издаването на EP – The Southern Way, което е забелязано от Jive Records и групата подписва договор за реализиране и издаване на пет студийни албума, като още същата година излиза и първият от тях – Too Hard To Swallow. Сингълът „Pocket Full of Stones“ се превръща в първата песен на Ю Джи Кей, която се завърта в ефира на радиостанциите в Щатите. Вторият им албум, Super Tight, излиза две години по-късно, на 30 август 1994 г. За разлика от първия, този албум успява да влезе в престижната класация Билборд Хот 200 под #95, а третият им албум, Ridin' Dirty, се изкачва до 15-а позиция. Ridin' Dirty е и най-успешния албум на групата с продадени 847 454 копия (считано към 2011 г.), въпреки че при издаването си не е придружен нито с видеоклип, нито със сингъл. След излизането на четвъртия албум, Dirty Money, Пимп Си е осъден на осем години затвор.

### Солова кариера
След влизането на Пимп Си в затвора, заради нарушаване на условията на пробацията, която му е наложена за въоръжено нападение преди това, Бън Би участва в много колаборации с други рап изпълнители – „They Don't Know“ на Пол Уол, „Gimme That“ на Уиби, „I'm A G“ на Янг Джок. Той също се появява и в документалната лента Screwed In Houston, която разказва историята на рап сцената в Хюстън.
През октомври 2005 година излиза първия солов албум на Бън Би, озаглавен Trill. Албумът се изкачва до #6 в Билборд Хот 200 и #1 в Billboard Top R&B/Hip-Hop Albums. Сингли от албума са „Draped Up“, „Git It“, и „Get Throwed“.
След смъртта на Пимп Си, през 2007 г., Бън Би се завръща към соловите проекти и през 2008 г. издава втория си албум II Trill. Първият сингъл от албума е „That's Gangsta“, който дебютира под #2 Билборд Хот 200, продавайки се в 98 000 копия. Други сингли от албума са „Damn I'm Cold“ и „You're Everything“, която е посветена на Пимп Си.
Третият албум на Бън Би е озаглавен Trill OG и излиза на 3 август 2010 г. Сингли от албума са „Countin' Money“, „Trillionaire“, „Just Like That“ и „Put It Down“. Trill OG дебютира на четвърта позиция в Билборд Хот 200.
На 11 ноември 2013 г. излиза четвъртият албум на Бън Би – Trill OG: The Epilogue. Сред гост изпълнителите в него са Рик Рос, Пимп Си, Редмен, Рейкуан, Ту Чейнс и други. Единствения сингъл от албума е „Fire“.

## Дискография

### Студийни албуми
- Trill (2005)
- II Trill (2008)
- Trill OG (2010)
- Trill OG: The Epilogue (2013)

### Микстейпи
- King of the Trill (2005)
- Legends (with Mddl Fngz) (2005)
- Whut It Dew (Vol. 2) (with Rapid Ric and Killa Kyleon) (2005)
- Gangsta Grillz: The Legends Series (Vol. 1) (with DJ Drama and Mddl Fngz) (2006)
- Texas Legends (with K-Sam) (2006)
- Bun House (with DJ Rell) (2008)
- No Mixtape (2010)

### Сингли
Списък с имента на синглите, годината на издаване, лейбъла и албума, в който са включени.
| Песен/Сингъл        | Година | Лейбъл               | Албум                  |
| ------------------- | ------ | -------------------- | ---------------------- |
| „Draped Up“         | 2005   | Rap-A-Lot, Asylum    | Trill                  |
| „Git It“            | 2006   | Rap-A-Lot, Asylum    | Trill                  |
| „Get Throwed“       | 2006   | Rap-A-Lot, Asylum    | Trill                  |
| „That's Gangsta“    | 2008   | Rap-A-Lot, Asylum    | II Trill               |
| „You're Everything“ | 2008   | Rap-A-Lot, Asylum    | II Trill               |
| „Countin' Money“    | 2010   | Rap-A-Lot, Universal | Trill OG               |
| „Trillionaire“      | 2010   | Rap-A-Lot, Universal | Trill OG               |
| „Just Like That“    | 2010   | Rap-A-Lot, Universal | Trill OG               |
| „Ridin' Slow“       | 2010   | Rap-A-Lot, Universal | Trill OG               |
| „Put It Down“       | 2010   | Rap-A-Lot, Universal | Trill OG               |
| „Fire“              | 2013   | Rap-A-Lot            | Trill OG: The Epilogue |

## Филмография
- Ghetto Stories (2010)
- Video Girl (2011)
- Something from Nothing: The Art of Rap (2012)